# Obóz dla uchodźców
Obóz dla uchodźców, obóz dla osób przemieszczonych – obóz przeznaczony dla osób, które musiały opuścić miejsce stałego zamieszkania ze względu na zagrożenie życia, zdrowia, bądź wolności. Zagrożenie to jest najczęściej związane z walkami zbrojnymi, klęskami żywiołowymi, prześladowaniami z powodu religii, rasy lub przekonań politycznych.
Po II wojnie światowej obozy takie funkcjonowały w Niemczech, Austrii i Włoszech. Obecnie funkcjonują obozy dla Palestyńczyków w Libanie i Jordanii, mieszkańców Darfuru w Sudanie, czy też dla Afgańczyków w Pakistanie.